# فیل کلمن (بازیکن فوتبال)
فیل کلمن (انگلیسی: Phil Coleman؛ زادهٔ ۶ اوت ۱۹۶۰) بازیکن فوتبال اهل بریتانیا است.
از باشگاه‌هایی که در آن بازی کرده‌است می‌توان به باشگاه فوتبال کولچستر یونایتد، باشگاه فوتبال ویونهوئه تاون، باشگاه فوتبال اکستر سیتی، باشگاه فوتبال میپا، باشگاه فوتبال میلوال، و باشگاه فوتبال ورکسام اشاره کرد.